# Hailsham
Hailsham är en stad och civil parish i grevskapet East Sussex i sydöstra England. Staden är huvudort i distriktet Wealden och ligger cirka 11 kilometer norr om Eastbourne samt cirka 28 kilometer öster om Brighton. Tätorten (built-up area) hade 22 551 invånare vid folkräkningen år 2021. Hailsham nämndes i Domedagsboken (Domesday Book) år 1086, och kallades då Hamelesham.

## Historia
Henrik III gav staden köpstadsrättigheter år 1252. År 1801 hade Hailsham, 397 invånare. Torgdagar hölls på lördagar och årsmarknader den 5 april och 14 juni för kreatur och gårdfarihandlarvaror.